# Grayssas
Grayssas (okzitanisch: Graissas) ist eine französische Gemeinde mit 147 Einwohnern (Stand: 1. Januar 2022) im Département Lot-et-Garonne in der Region Nouvelle-Aquitaine (vor 2016: Aquitanien). Grayssas liegt im Arrondissement Agen und gehört zum Kanton Le Sud-Est Agenais.

## Geografie
Grayssas liegt etwa 20 Kilometer ostsüdöstlich von Agen. Umgeben wird Grayssas von den Nachbargemeinden Perville im Norden und Nordosten, Gasques im Osten, Clermont-Soubiran im Süden sowie Saint-Urcisse im Westen und Nordwesten.

## Bevölkerungsentwicklung
| Jahr                       | 1962 | 1968 | 1975 | 1982 | 1990 | 1999 | 2006 | 2018 |
| -------------------------- | ---- | ---- | ---- | ---- | ---- | ---- | ---- | ---- |
| Einwohner                  | 134  | 145  | 116  | 118  | 108  | 118  | 122  | 136  |
| Quellen: Cassini und INSEE |      |      |      |      |      |      |      |      |